# 10 000 mètres marche féminin aux championnats du monde d'athlétisme 1997
Navigation
Göteborg 1995 Séville 1999
L'épreuve du 10 000 m marche féminin des championnats du monde d'athlétisme 1997 s'est déroulée les 4 et 7 août 1997 dans le Stade olympique d'Athènes, en Grèce. Elle est remportée par l'Italienne Annarita Sidoti.
L'épreuve est remplacée par le 20 km marche à partir de 1999.

## Résultats

### Finale
| Rang               | Athlète               | Pays        | Temps          | Notes |
| ------------------ | --------------------- | ----------- | -------------- | ----- |
| Médaille d'or      | Annarita Sidoti       | Italie      | 42 min 55 s 49 | WL    |
| Médaille d'argent  | Olga Kardopoltseva    | Biélorussie | 43 min 30 s 20 |       |
| Médaille de bronze | Valentina Tsybulskaya | Biélorussie | 43 min 49 s 24 |       |
| 4.                 | Liu Hongyu            | Chine       | 43 min 56 s 86 |       |
| 5.                 | Erica Alfridi         | Italie      | 43 min 59 s 73 |       |
| 6.                 | Anikó Szebenszky      | Hongrie     | 44 min 14 s 94 |       |
| 7.                 | Gu Yan                | Chine       | 44 min 24 s 17 |       |
| 8.                 | Anita Liepina         | Lettonie    | 45 min 00 s 56 |       |
| 9.                 | Yelena Nikolayeva     | Russie      | 45 min 01 s 90 |       |
| 10.                | Elisabetta Perrone    | Italie      | 45 min 16 s 64 |       |
| 11.                | Mária Urbanik         | Hongrie     | 45 min 36 s 57 |       |
| 12.                | Wang Yan              | Chine       | 46 min 21 s 69 |       |
| 13.                | Svetlana Tolstaya     | Kazakhstan  | 47 min 09 s 51 |       |
| 14.                | Yuka Mitsumori        | Japon       | 47 min 24 s 22 |       |
| —                  | Larisa Ramazanova     | Biélorussie | DNF            |       |
| —                  | Beate Gummelt         | Allemagne   | DNF            |       |
| —                  | Irina Stankina        | Russie      | DQ             |       |
| —                  | Maya Sazonova         | Kazakhstan  | DQ             |       |
| —                  | Olga Panfyorova       | Russie      | DQ             |       |
| —                  | Olimpiada Ivanova     | Russie      | DQ             |       |

## Légende
Records et Performances
- AR : Record continental (area record)
- CR : Record des championnats (championship record)
- MR : Record du meeting (meet record)
- NR : Record national (national record)
- OR : Record olympique (olympic record)
- PR : Record paralympique (paralympic record)
- PB : Record personnel (personal best)
- SB : Meilleure performance personnelle de la saison (season's best)
- WL : Meilleure performance mondiale de l'année (world leader)
- WJR : Record du monde junior (world junior record)
- WR : Record du monde (world record)

Circonstances et Conditions
- DNF : N'a pas terminé (did not finish)
- DNS : N'a pas pris le départ (did not start)
- DQ : Disqualification (disqualification)
- NM : Aucun essai valable enregistré (No Mark)
- Q : Qualifié « directement » au prochain tour (ou à la prochaine compétition), lors d'une compétition majeure, grâce au classement ou à la réalisation des minima (automatic qualifier)
- q : Qualifié au prochain tour (ou à la prochaine compétition), lors d'une compétition majeure, grâce au repêchage ou à la réalisation de l'une des meilleures performances parmi celles des « non qualifiés directement » (grâce au meilleur temps ou à la meilleure distance par exemple) (secondary qualifier)